# Angersiedlung

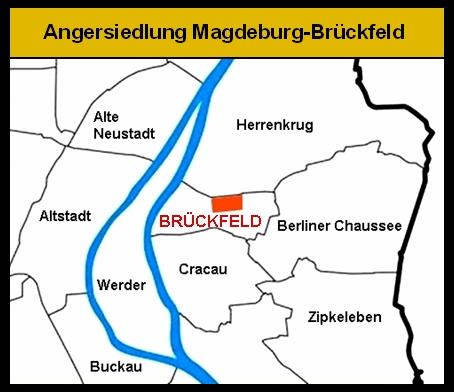
Innerstädtische Lage (rote Markierung)

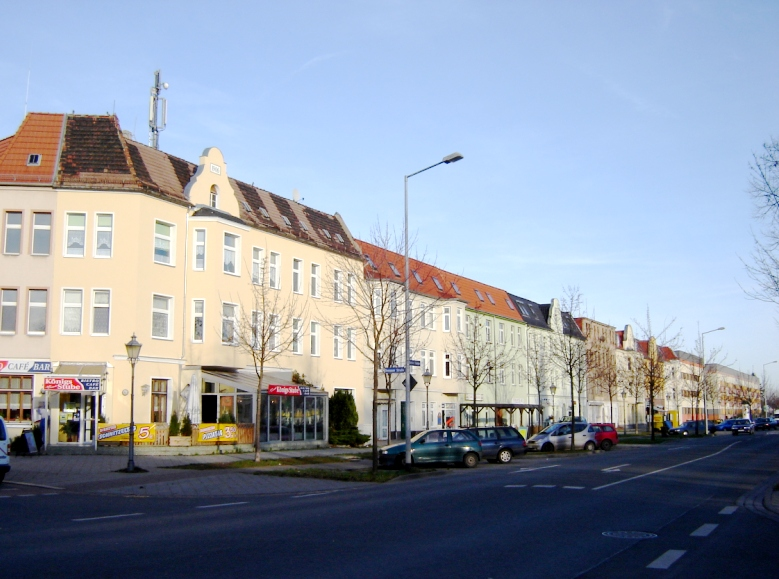
Berliner Chaussee – Gründerzeitstil (1900–1910)

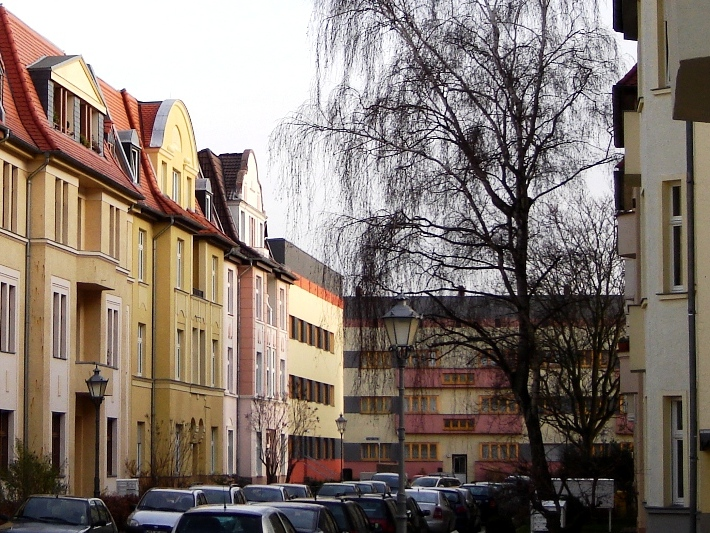
Zerbster Straße – Jugendstil (1910–1916)

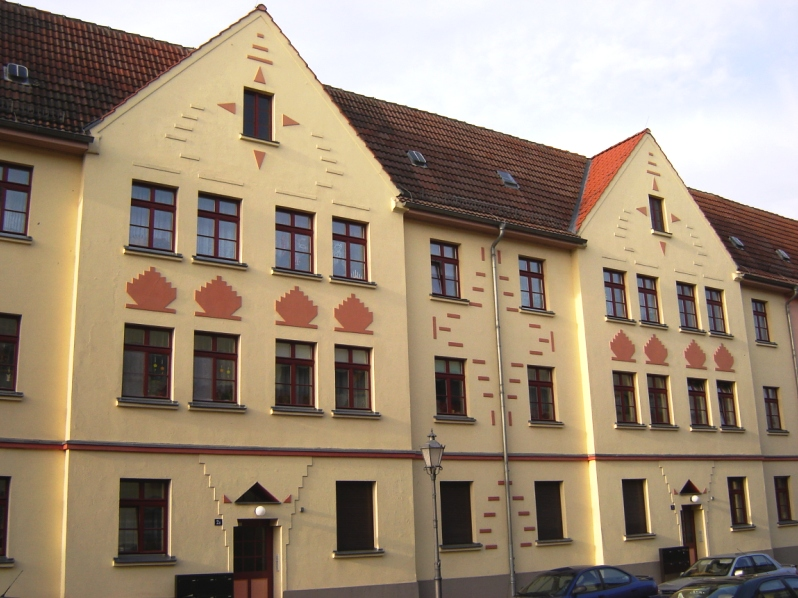
Wörlitzer Straße – Expressionismus (1922)

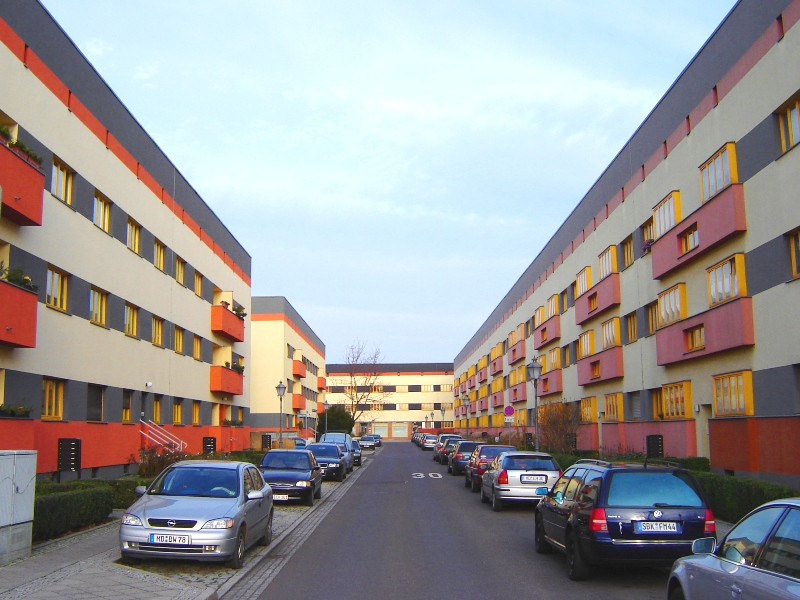
Coswiger Straße – Neues Bauen – Anfänge (1926/27)

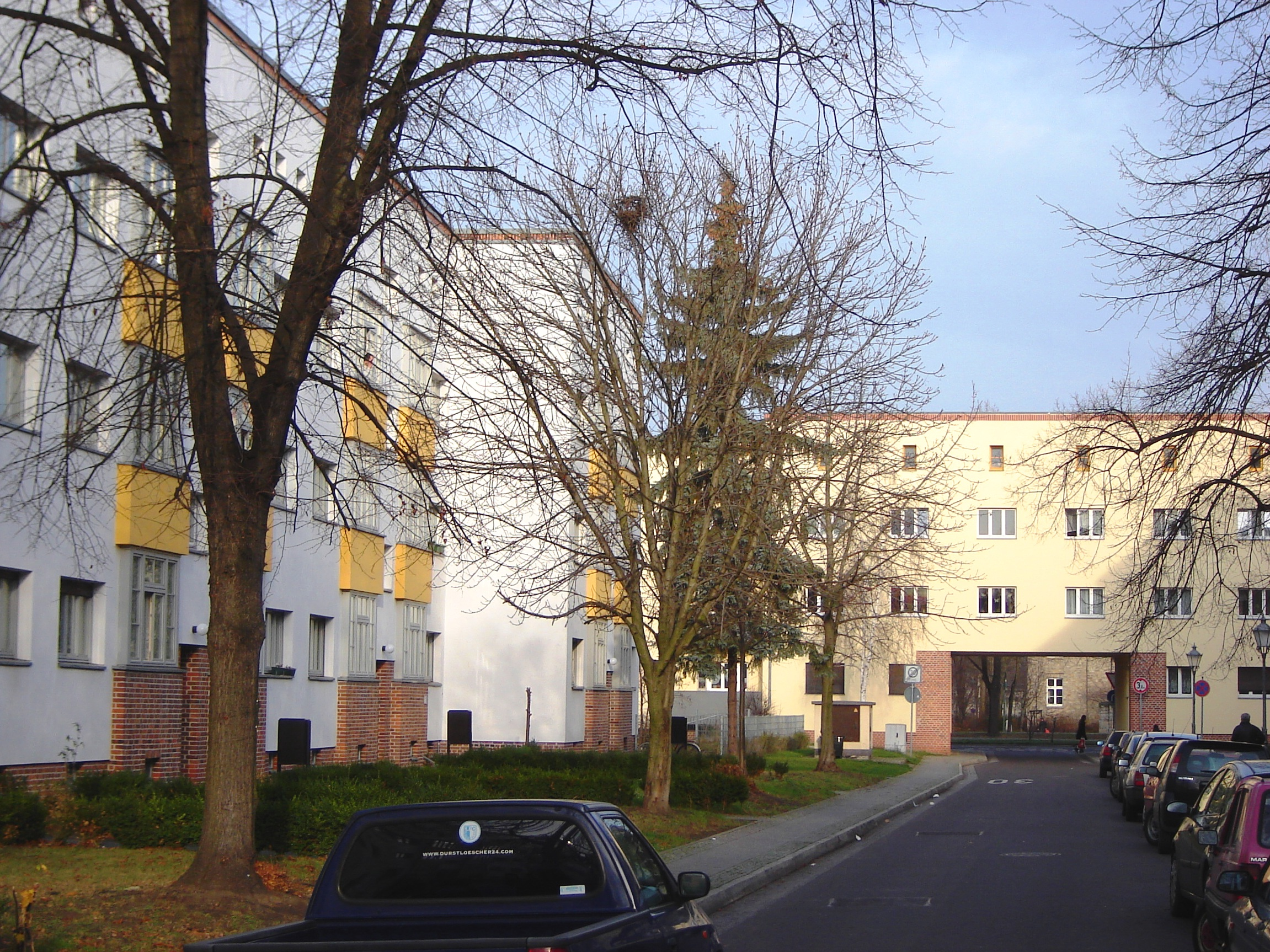
Bauhausstraße – Neues Bauen – Spätere Phase (ca. 1931)

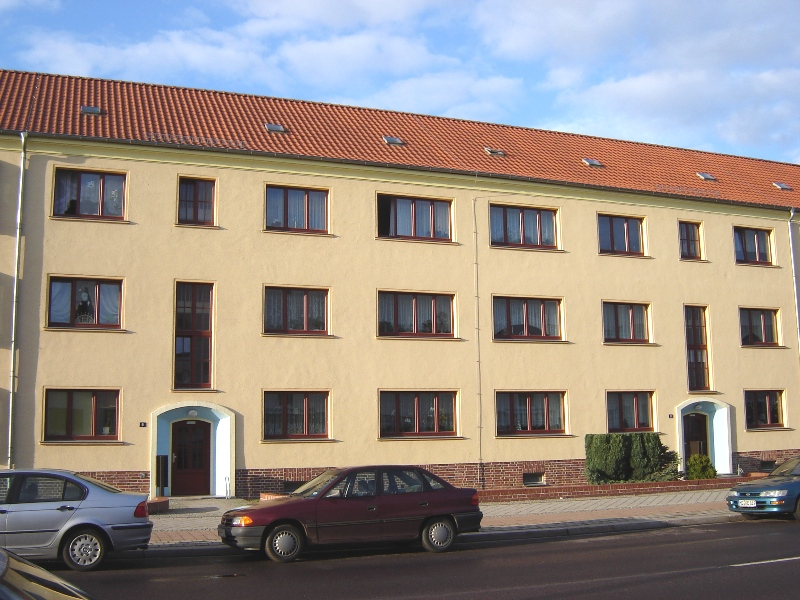
Georg-Heidler-Straße – Abkehr vom Neuen Bauen (1935)

Die Angersiedlung ist ein denkmalgeschütztes Wohngebiet im Magdeburger Stadtteil Brückfeld, das zwischen 1900 und 1938 entstand, und dessen Bezeichnung von der Nähe zum ehemaligen Cracauer Anger herrührt.

## Vorbemerkungen
Die Angersiedlung gilt als mustergültiges und nahezu vollständig erhaltenes Zeugnis verschiedener Baustile für Wohngebäude während des ersten Drittels des 20. Jahrhunderts. Teile der Siedlung gelten zudem deutschlandweit als typisches Beispiel für das Neue Bauen der 1920er Jahre. Die Siedlung in ihrer Gesamtanlage (Denkmalbereich) sowie die überwiegende Zahl der Wohngebäude (Baudenkmale) stehen unter Denkmalschutz.

## Späthistorismus (1900–1910)
Als im Jahre 1892 die Festungsbestimmungen für den Magdeburger Stadtteil Friedrichstadt (heute Brückfeld), der sich bis dahin auf den Bereich innerhalb der Festungsmauern der Turmschanze beschränken musste, aufgehoben wurden, bot sich die Möglichkeit, die Wohnbebauung weiter nach Osten auszudehnen. Infolgedessen entstand u. a. circa ab dem Jahr 1900 die Angersiedlung.
Die ersten mehrgeschossigen Wohnungsbauten der Siedlung wurden ab dem Jahr 1900 von Osten aus entlang der Nordseite der Berliner Chaussee im Stil des Historismus privatwirtschaftlich errichtet. Auf die in der Frühphase des Historismus im Wohnungsbau übliche hochverdichtete Bauweise mit geschlossenen Innenhöfen aus Seiten- und Hinterhäusern wurde jedoch verzichtet. Vom Jahr 1906 an wurde die weitere Entwicklung der Siedlung durch den Töpfermeister Grohmann geprägt. Dieser ließ zunächst die noch nördlich entlang der Berliner Chaussee bis zur Dessauer Straße verbliebenen Freiflächen mit weiteren Wohngebäuden bebauen.

## Jugendstil und Expressionismus (1910–1922)
Im südöstlichen Teil der Dessauer Straße sowie an der Zerbster Straße ließ Grohmann ab 1910 weitere Gebäude errichten. Diese wurden vom Architekten Maximilian Worm geplant und mit zeittypischen Architekturmerkmalen des Jugendstils ausgestaltet, wie z. B. kastenförmigen Mittelrisaliten, geschwungenen Loggien oder Dachgauben. Ab 1913 ließ der Magdeburger Mieter-, Bau- und Sparverein im nordöstlichen Bereich der Dessauer Straße sowie an der Roßlauer Straße weitere Wohnhäuser im Jugendstil errichten.
Während der letzten Jahre des Ersten Weltkriegs ruhte die Bautätigkeit. Ab 1919 begann der Magdeburger Mieter-, Bau- und Sparverein mit der Bebauung der westlichen Seite der Wörlitzer Straße. Bei den im Jahre 1922 zuletzt fertiggestellten Gebäuden entstanden Fassaden mit dem Expressionismus nachempfundenen Stilelementen, deren kontrastreiche Farbgestaltung die Ideen des avantgardistischen und kreativen Architekten Bruno Taut widerspiegelten. Bedingt durch die Hochinflation wurde die bauliche Entwicklung der Siedlung vorerst nicht weitergeführt.

## Neues Bauen – Anfänge (1926–1927)
Nachdem der Taut-Schüler Johannes Göderitz Leiter des Stadterweiterungsamts geworden war, setzte sich dieser für den sozialen Wohnungsbau mit Ziel der Schaffung von gut strukturiertem, belichtetem und belüftetem Wohnraum ein. Der so entstandene neuartige Baustil ging als das „Neue Bauen“ in die deutsche Architekturgeschichte ein. Dieser Stil wurde von den beiden Architekten Carl Krayl und Maximilian Worm zunächst bei der Bebauung der östlichen Seite der Wörlitzer Straße, der Coswiger Straße und der Raguhner Straße umgesetzt.
Dem Prinzip des Neuen Bauens folgend wurden Wohn- und Durchgangsstraßen konsequent voneinander getrennt und den gesamten Straßenzug ausfüllende dreigeschossige flachgedeckte Gebäude errichtet, vorwiegend in nordsüdlicher Ausrichtung mit begrünten Innenhöfen. In den meisten Fällen wurde die so genannte Zweispännerlösung angewandt, d. h., es wurden jeweils zwei Wohnungen in einer Etage mit dem Treppenhaus verbunden, sodass jede Wohnung ausreichend mit natürlichem Licht versorgt wurde. Viel Wert wurde auf die Fassadengestaltung gelegt. Unter Verwendung unterschiedlicher Bauelemente und der Farben Schwarz, Rot und Gelb (offensichtlich in Anlehnung an die Farben der Weimarer Republik) entstanden rhythmische, horizontale Gliederungen. Durch die Schaffung unterschiedlicher Details sollte Monotonie vermieden werden, z. B. durch in die Brüstung der Loggien integrierte Treppenhausfenster bzw. einer etagenbündigen Ausrichtung derselben zwischen flankierenden Brüstungen.

## Neues Bauen – Spätere Phase (1929–1933)

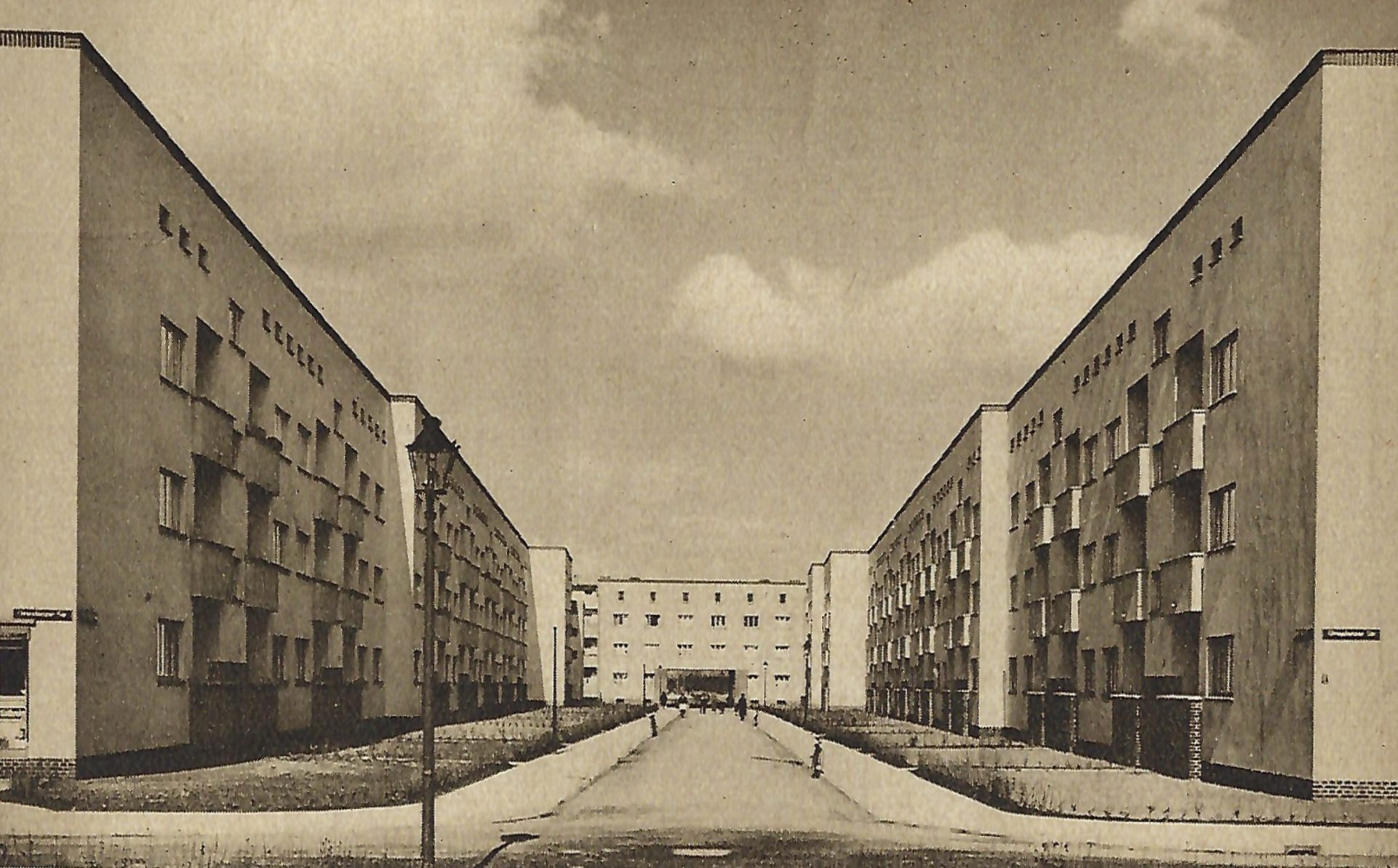
Blick in die heutige Bauhausstraße, etwa Anfang der 1930er Jahre

Die weitere Entwicklung der Siedlung begann mit Arbeiten der vom Mieter-, Bau- und Sparverein engagierten Architekten Friedrich Rother und Artur Reinecke, die den Bereich westlich der Dessauer Straße und östlich der Georg-Heidler-Straße bebauten. Der bisherige Baustil wurde beibehalten, allerdings ging man bei der Farbgestaltung dezenter vor. Als neues gestaltendes Element kamen die Hausdurchlässe hinzu, die neben ihrer verkehrstechnischen Funktion auch Sichtachsen zwischen den unterschiedlichen bebauten Bereichen der Siedlung ermöglichen.

## Abkehr vom Neuen Bauen (1935–1938)
Mit dem Nationalsozialismus setzte sich nach 1933 ein anderer Baustil durch. Dieser wurde durch den Architekten J. Arnold verkörpert, der Rother im Jahr 1935 ablöste und mit der Bebauung des Bereichs westlich der Georg-Heidler-Straße die Bebauung der Angersiedlung abschloss. Die wiedereingeführten Satteldächer oder die portalartige Gestaltung der Hauseingänge stellen gegenüber der vorhergehenden Bauphase eine Konzession an den Traditionalismus dar.

## Kriegsschäden (1939–1945)
Die während des Zweiten Weltkriegs in der Siedlung entstandenen Gebäudeschäden konnten nach Kriegsende behoben werden, lediglich die Jugendstilgebäude Zerbster Straße 1, 6 und 12 waren durch Bombeneinwirkung zu stark beschädigt und wurden abgerissen.

## Straßen der Angersiedlung

Straßenplan

- Bauhausstraße (ehem. Albert-Kuntz-Straße, ehem. Dirschauer Straße)
- Berliner Chaussee (Nordseite)
- Coswiger Straße
- Dessauer Straße
- Georg-Heidler-Straße (ehem. Bromberger Straße)
- Jerichower Straße (Südseite)
- Raguhner Straße
- Roßlauer Straße
- Torgauer Straße (ehem. Graudenzer Straße)
- Wörlitzer Straße
- Zerbster Straße

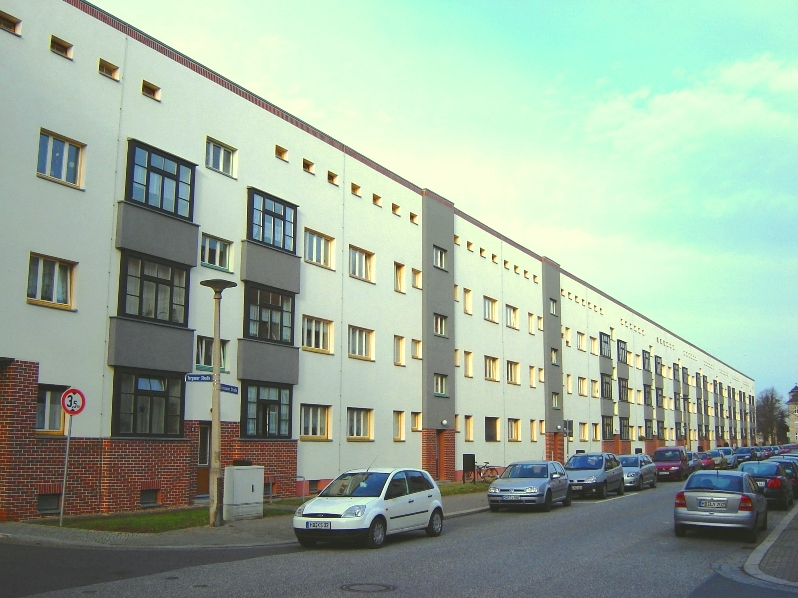
Dessauer Straße – Neues Bauen – Spätere Phase (1930)
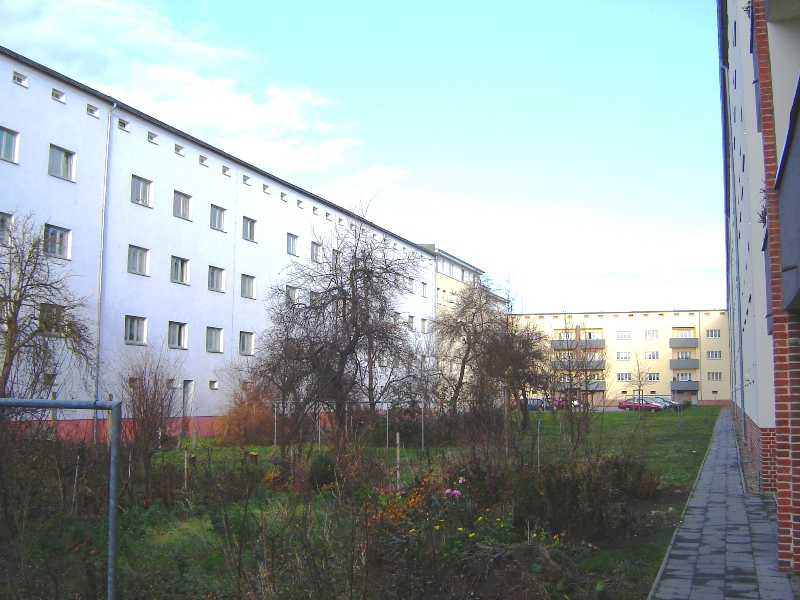
Begrünter Innenhof zwischen Dessauer und Bauhausstraße – Neues Bauen – Spätere Phase (1931/32)